# Arquidiócesis de Fortaleza
La arquidiócesis de Fortaleza (en latín: Archidioecesis Fortalexiensis y en portugués: Arquidiocese de Fortaleza) es una circunscripción eclesiástica de la Iglesia católica en Brasil. Se trata de la sede metropolitana de la provincia eclesiástica latina de Fortaleza. La arquidiócesis tiene al arzobispo Gregório Paixão Neto, O.S.B. como su ordinario desde el 11 de octubre de 2023.

## Territorio y organización

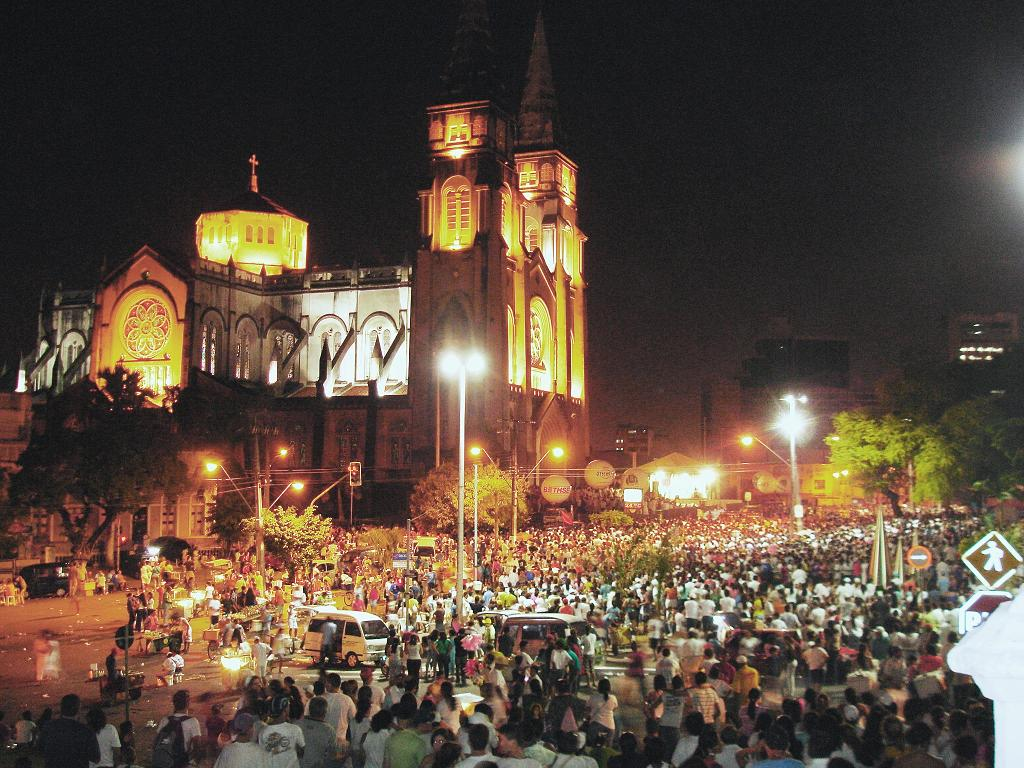
Procesión en la catedral de Fortaleza

La arquidiócesis tiene 15 571 km² y extiende su jurisdicción sobre los fieles católicos de rito latino residentes en 31 municipios del estado de Ceará: Fortaleza, Acarape, Aquiraz, Aracoiaba, Aratuba, Barreira, Baturité, Beberibe, Canindé, Caridade, Cascavel, Caucaia, Chorozinho, Eusébio, Guaiúba, Guaramiranga, Horizonte, Itaitinga, Maracanaú, Maranguape, Morada Nova (solo la parroquia de Arauru), Mulungu, Ocara, Pacajus, Pacatuba, Pacoti, Palmácia, Paramoti, Pindoretama, Redenção, São Gonçalo do Amarante.
La sede de la arquidiócesis se encuentra en la ciudad de Fortaleza, en donde se halla la Catedral de San José. En Canindé se encuentra la basílica menor de San Francisco de las Llagas (São Francisco das Chagas).

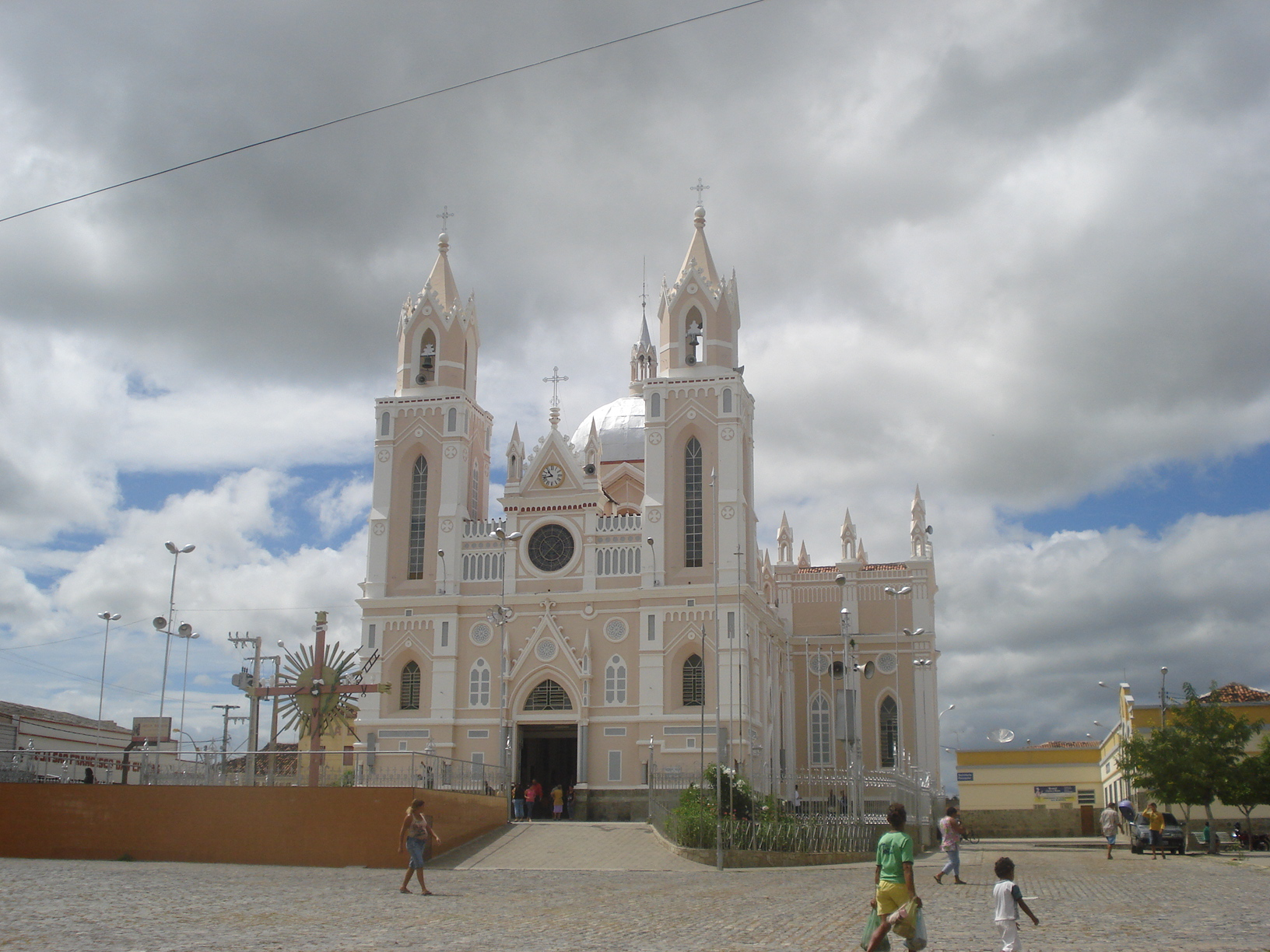
Basílica de San Francisco de las Llagas

En 2019 en la arquidiócesis existían 137 parroquias agrupadas en 9 regiones pastorales: Bom Jesús dos Aflitos, Nossa Senhora da Assunção, Nossa Senhora da Conceição, Nossa Senhora dos Prazeres, Praia-São Pedro e São Paulo, Sagrada Familia, São José, Serra-Nossa Senhora da Palma y Sertão-São Francisco das Chagas.
La arquidiócesis tiene como sufragáneas a las diócesis de: Crateús, Crato, Iguatu, Itapipoca, Limoeiro do Norte, Quixadá, Sobral y Tianguá.

## Historia

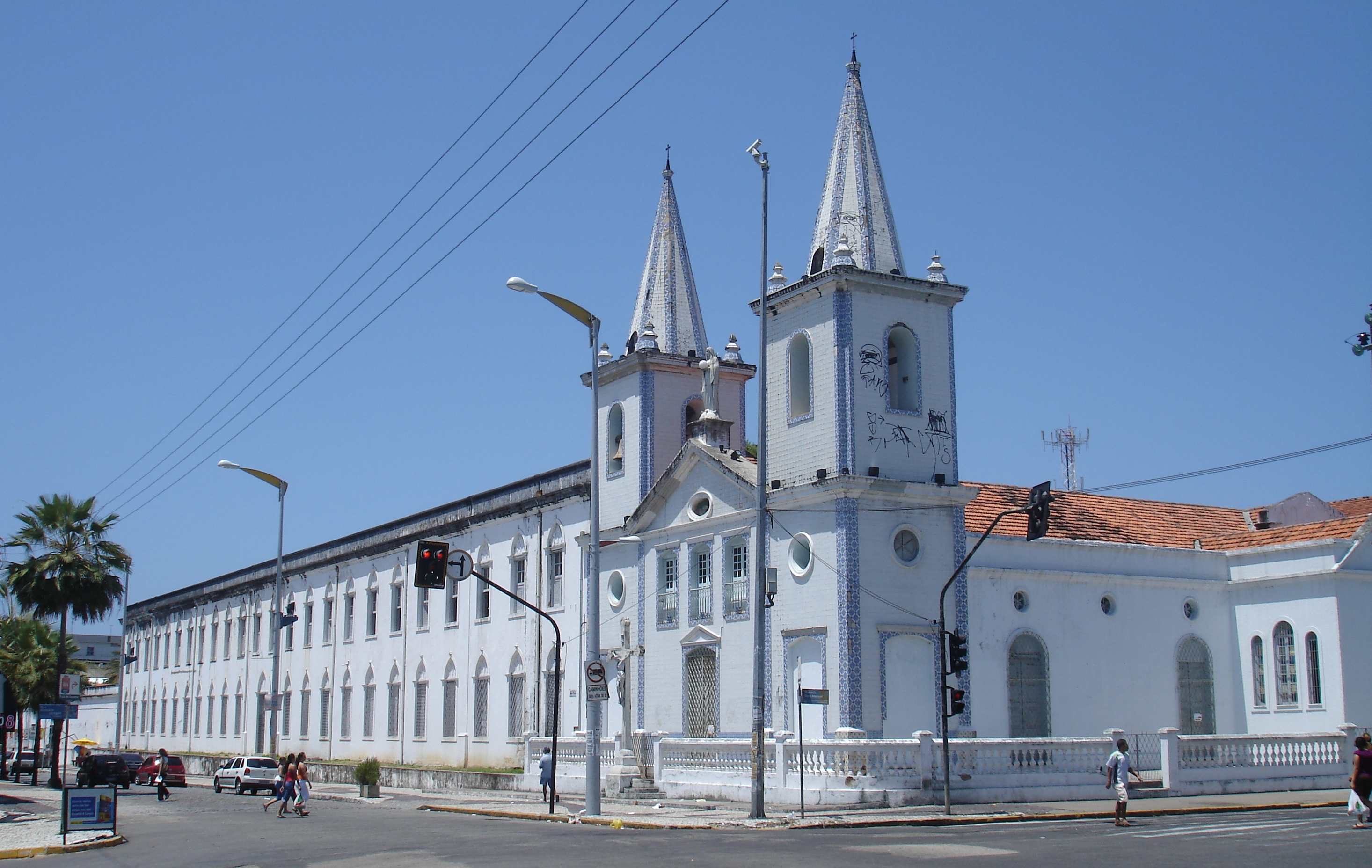
Seminario archiepiscopal en Prainha

La diócesis de Fortaleza fue erigida en 1853 por un decreto del emperador Pedro II de Brasil. El 6 de junio de 1854, con la bula Pro animarum salute, el papa Pío IX la erigió canónicamente obteniendo el territorio de la diócesis de Olinda (hoy arquidiócesis de Olinda y Recife), luego de un decreto de la Congregación Consistorial del mismo día. Dificultades diplomáticas entre la Santa Sede y el gobierno brasileño retrasaron 6 años el nombramiento del primer obispo y el formal establecimiento de la diócesis en 1860.
Originalmente sufragánea de la arquidiócesis de San Salvador de Bahía, el 5 de diciembre de 1910 pasó a formar parte de la provincia eclesiástica de la arquidiócesis de Olinda.
El 20 de octubre de 1914 cedió una parte de su territorio para la erección de la diócesis de Crato mediante la bula Catholicae Ecclesiae del papa Benedicto XV, luego de un decreto de la Congregación Consistorial del mismo día.
El 10 de noviembre de 1915 cedió otra porción de su territorio para la erección de la diócesis de Sobral y al mismo tiempo fue elevada al rango de arquidiócesis metropolitana con la bula Catholicae religionis bonum del papa Benedicto XV.
Posteriormente cedió otras porciones de su territorio para la erección de las siguientes diócesis: 
- la diócesis de Limoeiro do Norte el 7 de mayo de 1938 mediante la bula Ad dominicum cuiusvis del papa Pío XI;[10]
- la diócesis de Iguatu el 28 de enero de 1961 mediante la bula In apostolicis del papa Juan XXIII;[11]
- las diócesis de Itapipoca y de Quixadá el 13 de noviembre de 1971 mediante la bula Qui summopere del papa Pablo VI.[12]

## Estadísticas
De acuerdo al Anuario Pontificio 2020 la arquidiócesis tenía a fines de 2019 un total de 2 764 754 fieles bautizados.
| Año                                                                             | Población            | Población | Población      | Sacerdotes | Sacerdotes    | Sacerdotes    | Bautizados por sacerdote | Diáconos permanentes | Religiosos | Religiosos | Parroquias |
| Año                                                                             | Bautizados católicos | Total     | % de católicos | Total      | Clero secular | Clero regular | Bautizados por sacerdote | Diáconos permanentes | Varones    | Mujeres    | Parroquias |
| ------------------------------------------------------------------------------- | -------------------- | --------- | -------------- | ---------- | ------------- | ------------- | ------------------------ | -------------------- | ---------- | ---------- | ---------- |
| 1949                                                                            | 1 050 000            | 1 200 000 | 87.5           | 187        | 87            | 100           | 5614                     |                      | 200        | 385        | 51         |
| 1961                                                                            | 1 610 770            | 1 789 745 | 90.0           | 251        | 120           | 131           | 6417                     |                      | 160        | 350        | 73         |
| 1970                                                                            | 1 635 476            | 1 919 343 | 85.2           | 236        | 110           | 126           | 6929                     |                      | 141        | 1038       | 71         |
| 1976                                                                            | 1 400 000            | 1 610 400 | 86.9           | 174        | 97            | 77            | 8045                     |                      | 106        | 690        | 62         |
| 1980                                                                            | 1 500 660            | 1 705 330 | 88.0           | 217        | 100           | 117           | 6915                     |                      | 149        | 845        | 61         |
| 1990                                                                            | 1 981 000            | 2 328 000 | 85.1           | 220        | 110           | 110           | 9004                     |                      | 162        | 1349       | 68         |
| 1999                                                                            | 2 200 000            | 3 500 000 | 62.9           | 265        | 135           | 130           | 8301                     |                      | 226        | 2215       | 76         |
| 2000                                                                            | 2 200 000            | 3 500 700 | 62.8           | 284        | 144           | 140           | 7746                     |                      | 251        | 2215       | 73         |
| 2001                                                                            | 2 360 574            | 3 233 664 | 73.0           | 278        | 138           | 140           | 8491                     |                      | 251        | 2215       | 78         |
| 2002                                                                            | 2 100 000            | 3 263 518 | 64.3           | 293        | 137           | 156           | 7167                     |                      | 300        | 871        | 78         |
| 2003                                                                            | 2 316 774            | 3 273 975 | 70.8           | 276        | 130           | 146           | 8394                     |                      | 281        | 871        | 80         |
| 2004                                                                            | 2 406 000            | 3 400 657 | 70.8           | 291        | 145           | 146           | 8268                     |                      | 281        | 871        | 85         |
| 2006                                                                            | 2 466 000            | 3 487 000 | 70.7           | 303        | 157           | 146           | 8138                     |                      | 281        | 871        | 90         |
| 2013                                                                            | 2 630 000            | 3 719 000 | 70.7           | 395        | 204           | 191           | 6658                     | 21                   | 311        | 373        | 115        |
| 2016                                                                            | 2 696 000            | 3 812 000 | 70.7           | 444        | 260           | 184           | 6072                     | 22                   | 303        | 373        | 126        |
| 2019                                                                            | 2 764 754            | 3 975 543 | 69.5           | 446        | 239           | 207           | 6199                     | 27                   | 341        | 572        | 137        |
| Fuente: Catholic-Hierarchy, que a su vez toma los datos del Anuario Pontificio. |                      |           |                |            |               |               |                          |                      |            |            |            |

## Episcopologio
- Sede vacante (1854-1860)

- Luis Antôniodos Santos † (28 de septiembre de 1860-13 de marzo de 1881 nombrado arzobispo de San Salvador de Bahía)
  - Sede vacante (1881-1883)
- Joaquim José Vieira † (9 de agosto de 1883-14 de septiembre de 1912 renunció[14])
- Manuel da Silva Gomes † (16 de septiembre de 1912-24 de mayo de 1941 renunció[15])
- Antônio de Almeida Lustosa, S.D.B. † (19 de julio de 1941-16 de febrero de 1963 renunció[16])
- José de Medeiros Delgado † (10 de mayo de 1963-26 de marzo de 1973 renunció)
- Aloísio Leo Arlindo Lorscheider, O.F.M. † (26 de marzo de 1973-24 de mayo de 1995 nombrado arzobispo de Aparecida)
- Cláudio Hummes, O.F.M. † (29 de mayo de 1996-15 de abril de 1998 nombrado arzobispo de San Pablo)
- José Antônio Aparecido Tosi Marques, (13 de enero de 1999-11 de octubre de 2023, retirado)
- Gregório Paixão Neto, O.S.B., (desde el 11 de octubre de 2023)